# Paul Teutul, Jr
Paul "Paulie" Michael Teutul Jr., född 2 oktober 1974, är en amerikansk motorcykeltillverkare som tillsammans med sin far Paul Teutul, Sr bildade företaget Orange County Choppers (OCC) 1999.
I företaget ingår också Paulies yngre bror Michael Teutul.
Familjen Teutul och företaget har blivit känt bland annat genom TV-programmet American Choppers på Discovery Channel där man får följa hur de tillverkar olika unika motorcyklar.
Nuförtiden arbetar inte Paulie Teutul för OCC utan har startat ett eget företag med namnet Paul Jr Designs som designar alla möjliga slag av produkter åt företag. Exempelvis designades en ny version av en campinggrill till företaget Coleman på deras 10-årsjubileum. Paul Jr Designs tillverkar också motorcyklar.